# Französische Rugby-Union-Meisterschaft 2000/01
Die Saison 2000/01 war die 102. Austragung der französischen Rugby-Union-Meisterschaft (französisch Championnat de France de rugby à XV). Sie umfasste 21 Mannschaften in der höchsten Liga Élite 1 (heutige Top 14) und zwölf Mannschaften in der neu eingeführten zweithöchsten Liga Pro D2.

## Élite 1
Die reguläre Saison der Élite 1 begann mit einer Platzierungsrunde, in der elf bzw. zehn Mannschaften in einer Vor- und Rückrunde aufeinandertrafen. Jeweils die vier Bestplatzierten qualifizierten sich für das Viertelfinale. Im Endspiel, das am 7. Juni 2003 im Stade de France in Saint-Denis stattfand, spielten die Halbfinalsieger um den Bouclier de Brennus. Dabei setzte sich Stade Toulousain gegen die AS Montferrand durch und errang zum 16. Mal den Meistertitel.
Am Ende der Saison stiegen sechs Mannschaften in die Pro D2 ab, da die höchste Liga in der folgenden Saison auf 16 Mannschaften verkleinert wurde. Vom direkten Abstieg betroffen waren der FC Auch, Stade Aurillacois, die CA Brive, Stade Montois und die CA Périgueux. Der FC Grenoble verlor das Entscheidungsspiel der beiden Gruppenachten gegen Section Paloise und stieg ebenfalls ab.

### Platzierungsrunde
M = Amtierender Meister

A = Aufsteiger
|     | Team                       | Spiele | Siege | Unent. | Ndlg. | Spiel- punkte | Diff. | Tabellen- punkte |
| --- | -------------------------- | ------ | ----- | ------ | ----- | ------------- | ----- | ---------------- |
| 1.  | Castres Olympique          | 18     | 14    | 0      | 4     | 558:324       | + 234 | 46               |
| 2.  | Stade Français (M)         | 18     | 12    | 2      | 4     | 624:409       | + 215 | 44               |
| 3.  | USA Perpignan              | 18     | 11    | 0      | 7     | 492:452       | + 40  | 40               |
| 4.  | SU Agen                    | 18     | 10    | 1      | 7     | 480:385       | + 95  | 39               |
| 5.  | AS Béziers (A)             | 18     | 10    | 0      | 8     | 515:414       | + 101 | 38               |
| 6.  | CS Bourgoin-Jallieu        | 18     | 9     | 1      | 8     | 443:379       | + 64  | 37               |
| 7.  | CA Bordeaux-Bègles Gironde | 18     | 8     | 0      | 10    | 402:533       | − 131 | 34               |
| 8.  | Section Paloise            | 18     | 8     | 0      | 10    | 427:404       | + 23  | 34               |
| 9.  | Stade Montois              | 18     | 5     | 0      | 13    | 337:481       | − 144 | 28               |
| 10. | CA Périgueux               | 18     | 1     | 0      | 17    | 279:776       | − 497 | 20               |

|     | Team                       | Spiele | Siege | Unent. | Ndlg. | Spiel- punkte | Diff. | Tabellen- punkte |
| --- | -------------------------- | ------ | ----- | ------ | ----- | ------------- | ----- | ---------------- |
| 1.  | AS Montferrand             | 20     | 15    | 1      | 4     | 633:404       | + 229 | 51               |
| 2.  | Stade Toulousain           | 20     | 15    | 0      | 5     | 661:380       | + 281 | 50               |
| 3.  | Biarritz Olympique         | 20     | 13    | 1      | 6     | 594:408       | + 186 | 47               |
| 4.  | US Colomiers               | 20     | 10    | 0      | 10    | 474:450       | + 24  | 40               |
| 5.  | RC Narbonne                | 20     | 10    | 0      | 10    | 579:529       | + 50  | 40               |
| 6.  | US Dax                     | 20     | 10    | 0      | 10    | 419:506       | − 87  | 40               |
| 7.  | Atlantique Stade Rochelais | 20     | 9     | 0      | 11    | 434:537       | − 103 | 38               |
| 8.  | FC Grenoble                | 20     | 9     | 0      | 11    | 428:479       | − 51  | 38               |
| 9.  | CA Brive                   | 20     | 8     | 0      | 12    | 439:563       | − 124 | 36               |
| 10. | Stade Aurillacois          | 20     | 7     | 0      | 13    | 464:577       | − 113 | 34               |
| 11. | FC Auch                    | 20     | 3     | 0      | 17    | 320:615       | − 295 | 26               |

### Viertelfinale
| Datum        | Begegnung                           | Ergebnis |
| ------------ | ----------------------------------- | -------- |
| 26. Mai 2001 | Stade Français – Biarritz Olympique | 19:35    |
| 26. Mai 2001 | AS Montferrand – SU Agen            | 33:21    |
| 27. Mai 2001 | Castres Olympique – US Colomiers    | 37:26    |
| 27. Mai 2001 | Stade Toulousain – USA Perpignan    | 20:15    |

### Halbfinale
| Datum        | Ort                           | Begegnung                            | Ergebnis |
| ------------ | ----------------------------- | ------------------------------------ | -------- |
| 2. Juni 2001 | Stade Ernest-Wallon, Toulouse | Castres Olympique – Stade Toulousain | 21:32    |
| 2. Juni 2001 | Stade de Gerland, Lyon        | Biarritz Olympique – AS Montferrand  | 09:16    |

### Finale
| 9. Juni 2001 | Stade Toulousain                                                                                            | 34 : 22         | AS Montferrand                                                        | Stade de France, Saint-Denis Zuschauer: 75.000 Schiedsrichter: Gérard Borreani |
| 9. Juni 2001 | Versuche: Marfaing Erhöhungen: Marfaing (1) Straftritte: Marfaing (2), Michalak (4) Dropgoals: Delaigue (3) | (16:13) Bericht | Versuche: Audebert Erhöhungen: Merceron (1) Straftritte: Merceron (5) | Stade de France, Saint-Denis Zuschauer: 75.000 Schiedsrichter: Gérard Borreani |

Aufstellungen
Stade Toulousain:

Startaufstellung: Christian Califano, Yannick Bru, Franck Tournaire, Hugues Miorin, David Gérard, Jean Bouilhou, Christian Labit, Fabien Pelous, Frédéric Michalak, Yann Delaigue, Michel Marfaing, Clément Poitrenaud, Cédric Desbrosse, Xavier Garbajosa, Nicolas Jeanjean

Auswechselspieler: Stéphane Ougier, Alain Penaud, Didier Lacroix, Franck Belot, Sylvain Dispagne, Cédric Soulette, Jérôme Cazalbou
AS Montferrand:

Startaufstellung: Abraham Tolofua, Yves Pedrosa, Alessio Galasso, David Barrier, Éric Lecomte, Alexandre Audebert, Olivier Magne, Selborne Boome, Alessandro Troncon, Gérald Merceron, David Bory, Nicolas Nadau, Johnny Ngauamo, Aurélien Rougerie, Jimmy Marlu

Auswechselspieler: Sébastien Viars, Ian Machacek, Marco Caputo, Brendan Reidy, Éric Nicol, Christophe Dongieu, Kevin Dalzell
|}
|}

## Pro D2
Die reguläre Saison der in diesem Jahr erstmals durchgeführten Pro D2 umfasste 22 Spieltage (je eine Vor- und Rückrunde). Die vier bestklassierten Mannschaften bestritten ein Playoff um den einzigen Aufstiegsplatz, bestehend aus Halbfinale und Finale. Die US Montauban setzte sich im Finale gegen den RC Toulon durch und stieg auf. Der RC Nîmes stieg in die Fédérale 1 ab. Ursprüngliche hätte auch der Letztplatzierte Racing Club de France absteigen sollen. Der Verein erhielt jedoch nach der Fusion mit der US Métro zu Racing Métro 92 die Profilizenz zugesprochen, sodass die Mannschaft in der Pro D2 verbleiben konnte. Hingegen erhielt der RC Istres aus finanziellen Gründen keine Profilizenz und wurde zwangsrelegiert.

### Tabelle
|     | Team                  | Spiele | Siege | Unent. | Ndlg. | Spiel- punkte | Diff. | Tabellen- punkte |
| --- | --------------------- | ------ | ----- | ------ | ----- | ------------- | ----- | ---------------- |
| 1.  | US Montauban          | 22     | 19    | 0      | 3     | 702:402       | + 300 | 60               |
| 2.  | RC Toulon             | 22     | 17    | 0      | 5     | 812:409       | + 403 | 56               |
| 3.  | Aviron Bayonnais      | 22     | 14    | 0      | 8     | 556:428       | + 128 | 50               |
| 4.  | FCS Rumilly           | 22     | 13    | 0      | 9     | 593:537       | + 56  | 48               |
| 5.  | RC Aubenas Vals       | 22     | 12    | 2      | 8     | 440:420       | + 20  | 48               |
| 6.  | US Tyrosse            | 22     | 11    | 1      | 10    | 468:538       | − 70  | 45               |
| 7.  | US Marmande           | 22     | 11    | 0      | 11    | 530:513       | + 17  | 44               |
| 8.  | Montpellier RC        | 22     | 10    | 1      | 11    | 496:493       | + 3   | 43               |
| 9.  | Tarbes Pyrénées Rugby | 22     | 7     | 1      | 14    | 438:573       | − 135 | 37               |
| 10. | RC Istres             | 22     | 6     | 0      | 16    | 420:644       | − 224 | 34               |
| 11. | RC Nîmes              | 22     | 5     | 1      | 16    | 369:595       | − 226 | 33               |
| 12. | Racing Club de France | 22     | 4     | 0      | 18    | 365:637       | − 272 | 22               |

Die Punkte wurden wie folgt verteilt:
- 3 Punkte bei einem Sieg
- 2 Punkte bei einem Unentschieden
- 1 Punkte bei einer Niederlage
- 0 Punkte bei einem Forfait

### Halbfinale
| Datum        | Begegnung                    | Ergebnis |
| ------------ | ---------------------------- | -------- |
| 12. Mai 2001 | US Montauban – FCS Rumilly   | 35:17    |
| 12. Mai 2001 | RC Toulon – Aviron Bayonnais | 40:23    |

### Finale
| Datum        | Ort                        | Begegnung                | Ergebnis |
| ------------ | -------------------------- | ------------------------ | -------- |
| 20. Mai 2001 | Stade des Costières, Nîmes | US Montauban – RC Toulon | 15:09    |